# Patrimoine national (Espagne)
Ne doit pas être confondu avec Bien d'intérêt culturel (Espagne).

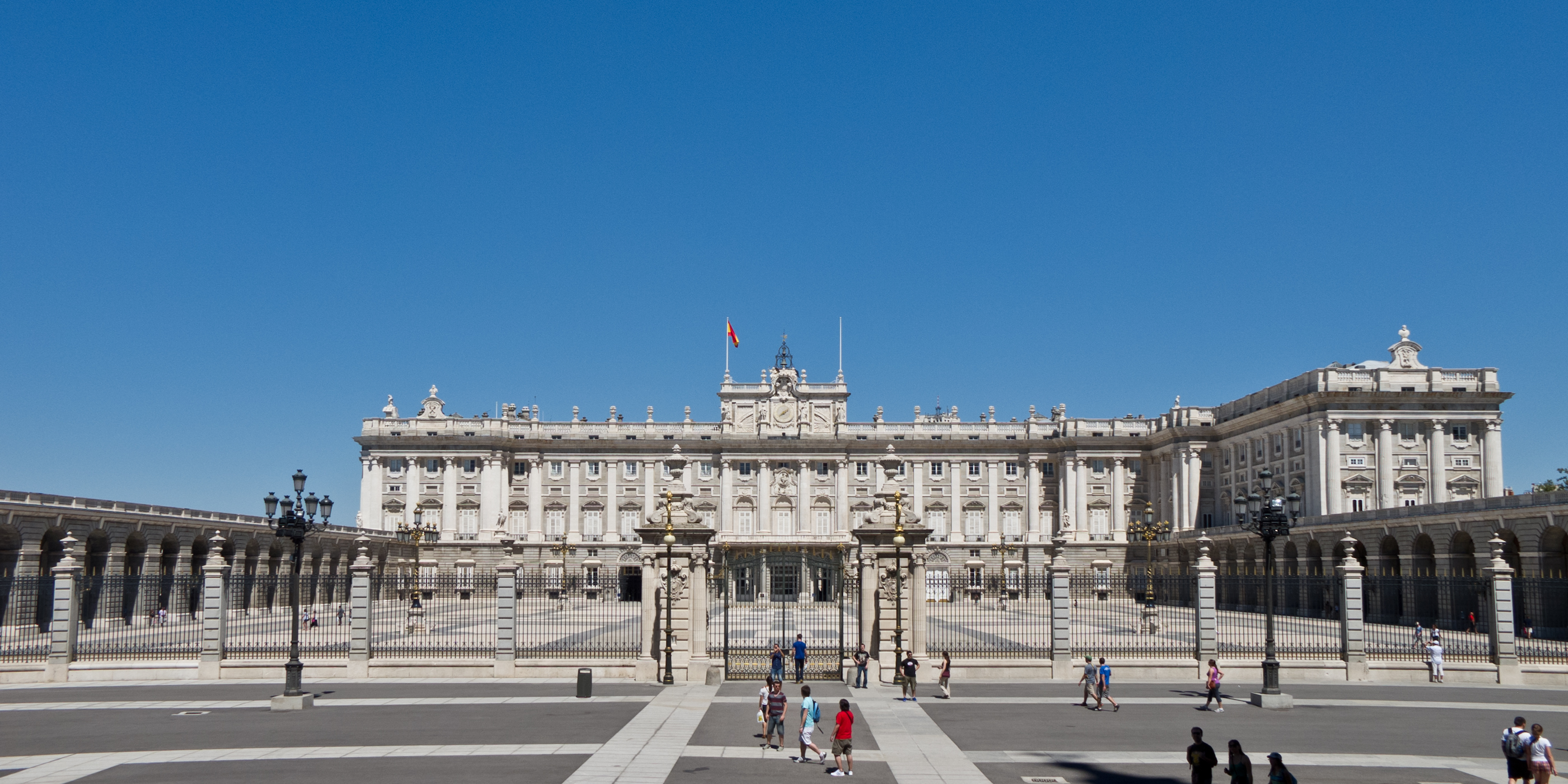
Palais royal de Madrid

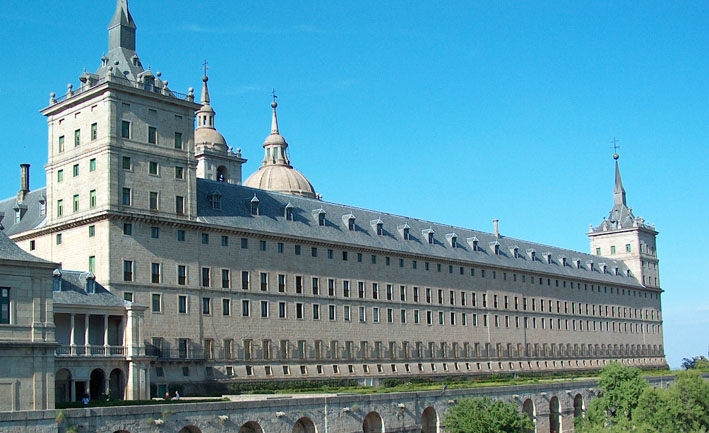
Escurial

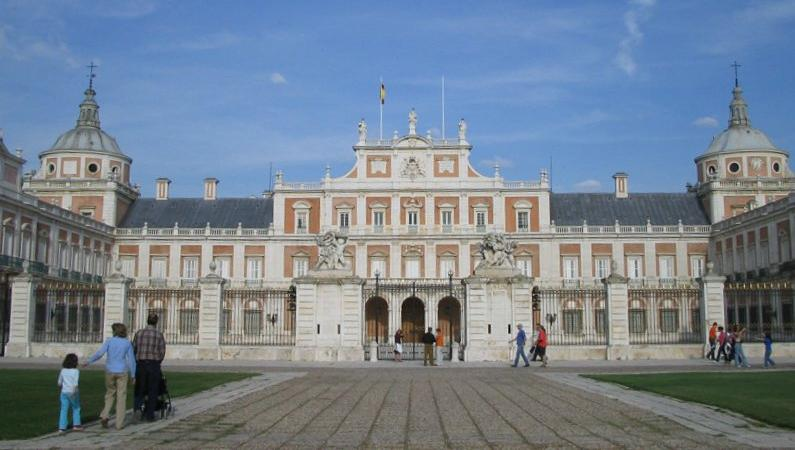
Palais royal d'Aranjuez

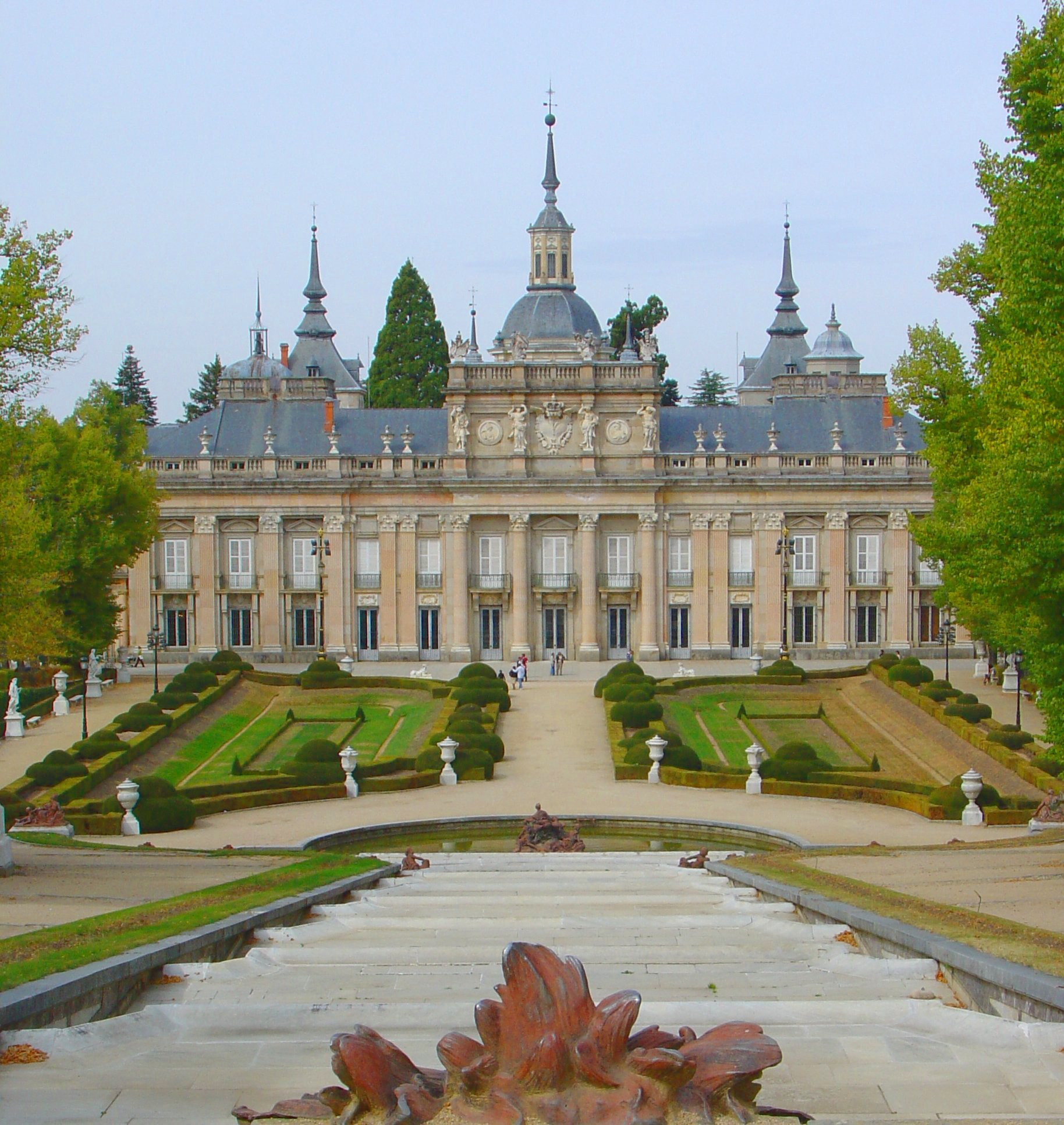
Palais royal de la Granja de San Ildefonso

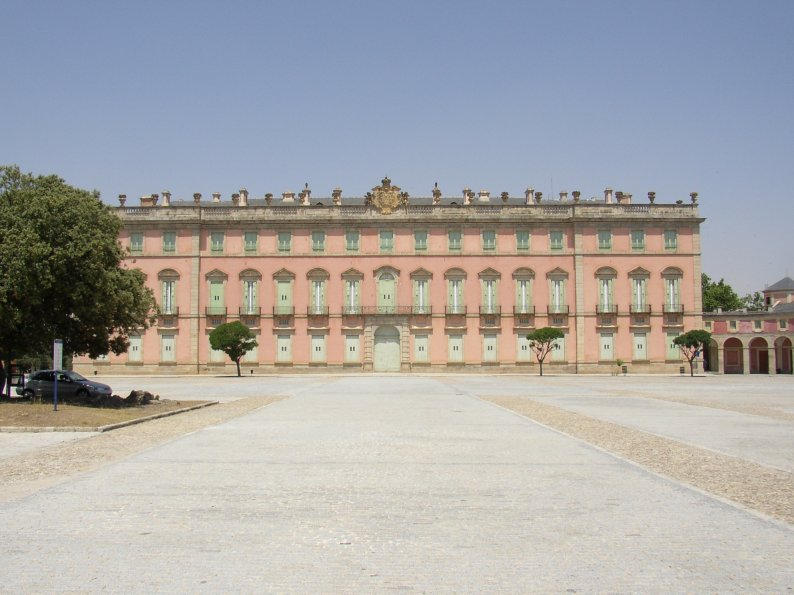
Palais royal de Riofrío

Le Patrimoine national (en espagnol Patrimonio Nacional) est un organisme autonome qui relève du ministère de la Présidence du gouvernement espagnol, dont la mission est la conservation des biens de l'État mis à disposition du roi d'Espagne et de la famille royale espagnole pour leur usage personnel ou pour célébrer des actes d'État ou des cérémonies officielles.
Les biens gérés au titre du Patrimoine national comprennent des palais, des parcs, des jardins, des couvents et des monastères : les sites dits royaux. Avec cette dénomination, on connait ainsi les lieux de résidence de la famille royale. Ils sont situés pour la plupart près de Madrid et ont été traditionnellement utilisés pour le repos, les loisirs, ou comme résidence d'hiver ou d'été des souverains espagnols et des espaces où sont les installations pour desservir l'ancienne Cour.
Pendant le règne d'Alphonse XIII le Patrimoine national était appelé Maison royale et Patrimoine de la Couronne d'Espagne. La Seconde République espagnole s'est emparé de ces propriétés les transformant en Patrimoine de la République par la loi du 22 mars 1932. Le régime de Franco à son tour les a dénommé Patrimoine national par la loi du 7 mars 1940. Le 16 juin 1982 une nouvelle loi sur le Patrimoine national est approuvée.

## Présentation
Le Patrimoine national est régi par la loi 23/1982 du 16 juin 1982 de régulation du Patrimoine national.

## Sites royaux

### Palais royaux et résidences royales
- Palais royal de Madrid[2] et Jardin de Campo del Moro[2] (Madrid).
- Palais royal d'Aranjuez[2], Jardins d'Aranjuez[2] et Casa del Labrador (es)[2] (Aranjuez, Communauté de Madrid).
- Escurial ou site royal de Saint-Laurent-de-l'Escurial[2], Casita del Infante (es)[2] (San Lorenzo de El Escorial, Communauté de Madrid).
- Palais royal de la Granja de San Ildefonso[2] et Palais royal de Riofrío[2] (Real Sitio de San Ildefonso, Province de Ségovie, Castille-et-León).
- Palais du Pardo[2], Mont du Pardo[2], Casita del Príncipe (es)[2] (Madrid).
- Palais de La Zarzuela[2] (Madrid).
- Palais royal de l'Almudaina[2] (Palma de Majorque, Îles Baléares).
- Résidence royale de La Mareta (es)[3] (Lanzarote, Îles Canaries)

### Couvents et monastères
- Monastère de l'Incarnation[4] (Madrid).
- Église del Buen Suceso (es)[4] (Madrid).
- Monastère des Déchaussées royales[4] (Madrid).
- Basilique de Nuestra Señora de Atocha (es)[4] (Madrid).
- Monastère royal de Santa Isabel (es)[4] (Madrid).
- Église et collège de Loreto[4] (Madrid).
- Abbaye de la Sainte Croix de la Valle de los Caídos[4] (San Lorenzo de El Escorial, Communauté de Madrid).
- Monastère royal de las Huelgas de Burgos[4] (Burgos, Castille-et-León).
- Monastère royal de Santa Clara (es)[4] (Valladolid, Castille-et-León).
- Couvent royal de San Pascual (es)[4] (Aranjuez, Communauté de Madrid).
- Collège de Doncellas Nobles (es)[4] (Tolède, Castille-La Manche).
- Monastère de Yuste[5] (Cuacos de Yuste, Province de Cáceres, Estrémadure).

## Résidences du président du gouvernement espagnol
- Palais de La Moncloa (Madrid).
- Palais de Las Marismillas (Parc national de Doñana, Almonte, Andalousie).
- Réserve nationale de los Quintos de Mora (es) (Los Yébenes, Province de Tolède, Castille-La Manche).

### Sources et bibliographie
- (ca)/(es) Cet article est partiellement ou en totalité issu des articles intitulés en catalan « Patrimoni Nacional » (voir la liste des auteurs) et en espagnol « Patrimonio Nacional » (voir la liste des auteurs).
- (es) « Ley 23/1982, de 16 de junio, reguladora del Patrimonio Nacional (Loi 23/1982 du 16 juin de régulation du Patrimoine national », sur www.boe.es, BOE, 16 juin 1982 (consulté le 5 mars 2014)
- (es) Memoria de actividades 2012 (Rapport d'activité 2012), Madrid, Patrimonio Nacional, 104 p. (lire en ligne)

 : document utilisé comme source pour la rédaction de cet article.